# Condado de Westmoreland (Pensilvania)
El condado de Westmoreland es uno de los 67 condados ubicado en el estado de Pensilvania. En 2000, su población era de 369.993 habitantes. El condado se creó en 1773 a partir de partes del Condado de Bedford. Su sede está en Greensburg. El Condado de Westmoreland forma parte del área metropolitana de Pittsburgh.

## Geografía

### Condados adyacentes
- Condado de Armstrong (norte)
- Condado de Indiana (noreste)
- Condado de Cambria (este)
- Condado de Somerset (sureste)
- Condado de Fayette (sur)
- Condado de Washington (suroeste)
- Condado de Allegheny (oeste)
- Condado de Butler (noroeste)

## Demografía
Según el censo de 2000, el condado cuenta con 369.993 habitantes, 149.813 hogares y 104.569 familias residentes. La densidad de población es de 139 hab/km² (361 hab/mi²). Hay 161.058 unidades habitacionales con una densidad promedio de 61 u.a./km² (157 u.a./mi²). La composición racial de la población del condado es 96,58% Blanca, 2,01% Afroamericana o Negra, 0,09% Nativa americana, 0,52% Asiática, 0,02% De las islas del Pacífico, 0,15% de Otros orígenes y 0,64% de dos o más razas. El 0,51% de la población es de origen hispano o latino cualquiera sea su raza de origen.
De los 149.813 hogares, en el 28,40% de ellos viven menores de edad, 57,00% están formados por parejas casadas que viven juntas, 9,60% son llevados por una mujer sin esposo presente y 30,20% no son familias. El 26,90% de todos los hogares están formados por una sola persona y 13,30% de ellos incluyen a una persona de más de 65 años. El promedio de habitantes por hogar es de 2,41 y el tamaño promedio de las familias es de 2,93 personas.
El 22,00% de la población del condado tiene menos de 18 años, el 6,80% tiene entre 18 y 24 años, el 27,50% tiene entre 25 y 44 años, el 25,40% tiene entre 45 y 64 años y el 18,30% tiene más de 65 años de edad. La mediana de la edad es de 41 años. Por cada 100 mujeres hay 93,10 hombres y por cada 100 mujeres de más de 18 años hay 89,70 hombres.

## Localidades

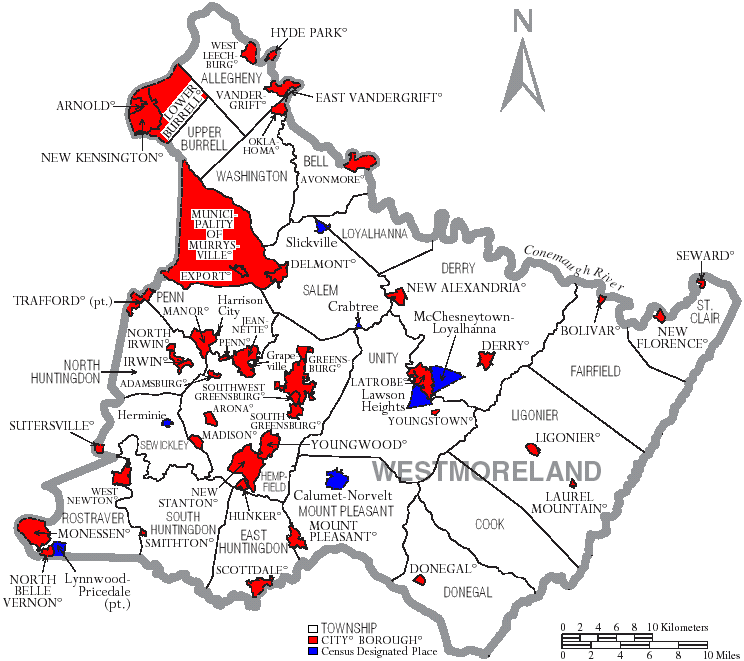

### Ciudades
Arnold |
Greensburg |
Jeannette |
Latrobe |
Lower Burrell |
Monessen |
New Kensington 

### Boroughs
Adamsburg |
Arona |
Avonmore |
Bolivar |
Delmont |
Derry |
Donegal |
East Vandergrift |
Export |
Hunker |
Hyde Park |
Irwin |
Laurel Mountain |
Ligonier |
Madison |
Manor |
Mount Pleasant |
Murrysville |
New Alexandria |
New Florence |
New Stanton |
North Belle Vernon |
North Irwin |
Oklahoma |
Penn |
Scottdale |
Seward |
Smithton |
South Greensburg |
Southwest Greensburg |
Sutersville |
Trafford‡ |
Vandergrift |
West Leechburg |
West Newton |
Youngstown |
Youngwood 

### Municipios
Allegheny |
Bell |
Cook |
Derry |
Donegal |
East Huntingdon |
Fairfield |
Hempfield |
Ligonier |
Loyalhanna |
Mount Pleasant |
North Huntingdon |
Penn |
Rostraver |
St. Clair |
Salem |
Sewickley |
South Huntingdon |
Unity |
Upper Burrell |
Washington 

### Lugares designados por el censo
Calumet-Norvelt |
Crabtree |
Collinsburg |
Fellsburg |
Grapeville |
Harrison City |
Herminie |
Hostetter |
Lawson Heights |
Level Green |
Loyalhanna |
Lynnwood-Pricedale‡ |
McChesneytown-Loyalhanna |
Mammoth |
Millwood |
Norvelt |
Slickville |
Webster |
Yukon

### Áreas no incorporadas
Acme |
Boquet |
Calumet |
Hannastown |
Hopewell |
Hutchinson |
Kecksburg |
Lloydsville |
Luxor |
Moween |
Norvelt |
Ruffs Dale |
Southwest |
Stahlstown |
Standard Shaft |
Salina |
Turkeytown |
United 